# 三峡

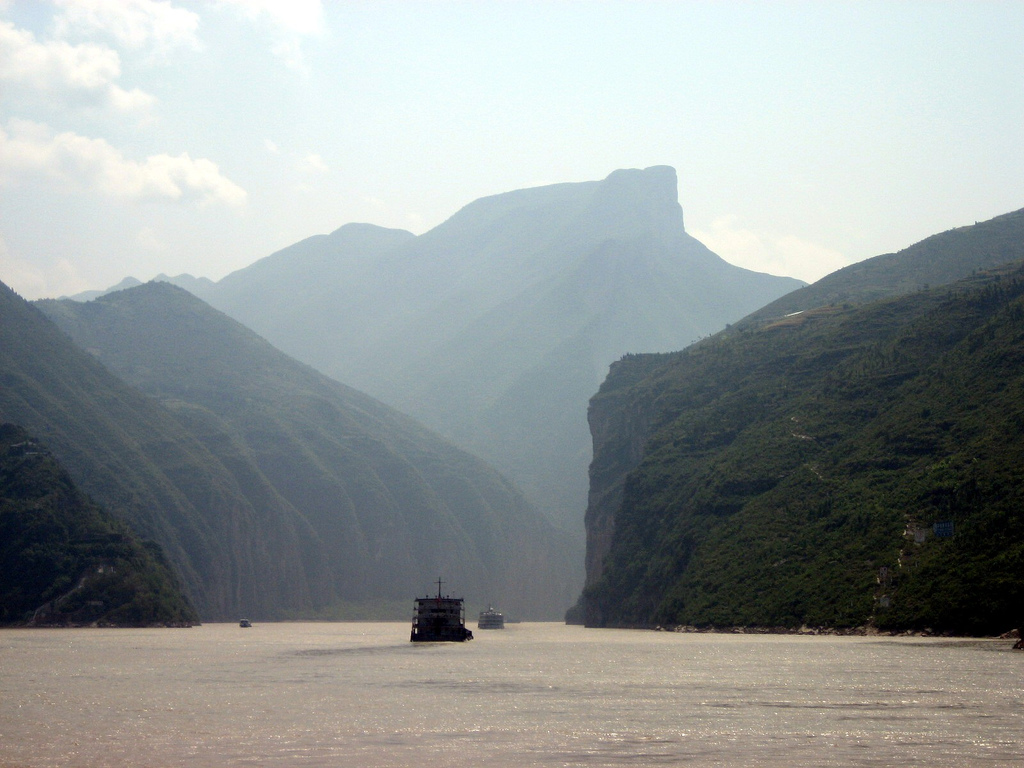
瞿塘峡の夔門（きもん）（2006年）

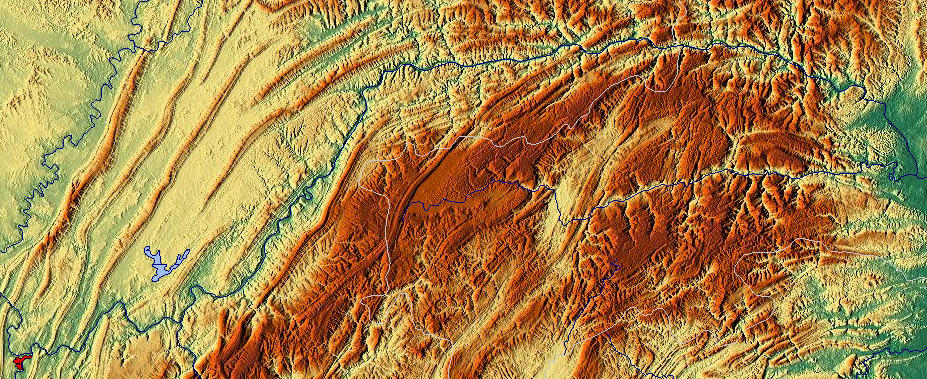
三峡付近の地図。図の左の四川盆地を出た長江は、図の右で山地を次々と貫き、三峡を形成する

三峡（長江三峡、さんきょう、拼音: Sānxiá）は中国の長江本流にある三つの峡谷の総称。重慶市奉節県の白帝城から湖北省宜昌市の南津関までの193kmの間に、上流から瞿塘峡（くとうきょう、8km）、巫峡（ふきょう、45km）、西陵峡（せいりょうきょう、66km）が連続する景勝地である。1982年に中華人民共和国国家級風景名勝区に認定された。三峡を船で上り下りするクルーズは中国内外の多くの観光客を集めており、重慶から宜昌・武漢・上海までの間を運航している。三峡の下流部分には国家的事業である三峡ダムが建設され、三峡の景観や環境は大きく変化した。

## 三峡の三つの峡谷

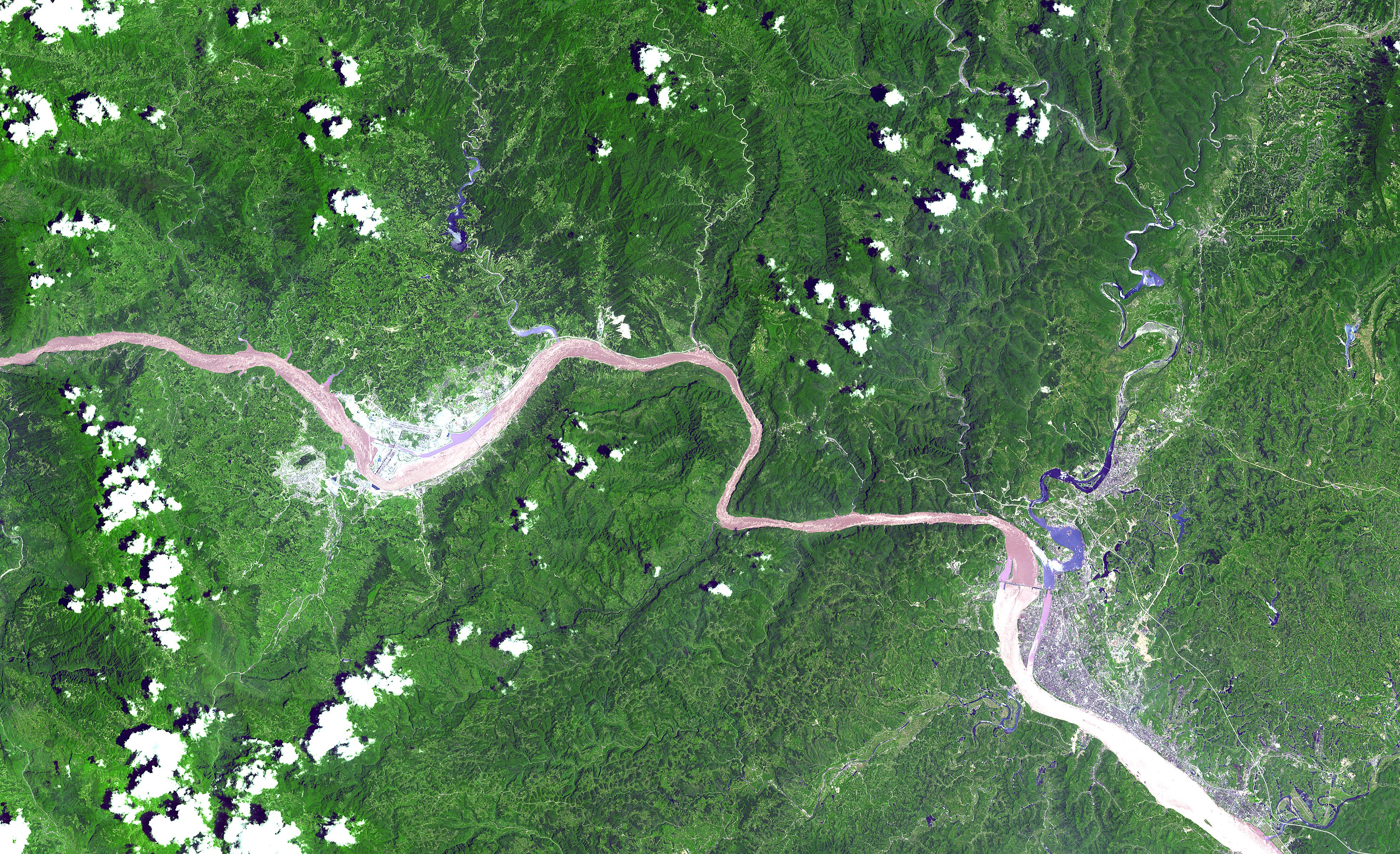
三峡ダム付近の衛星写真

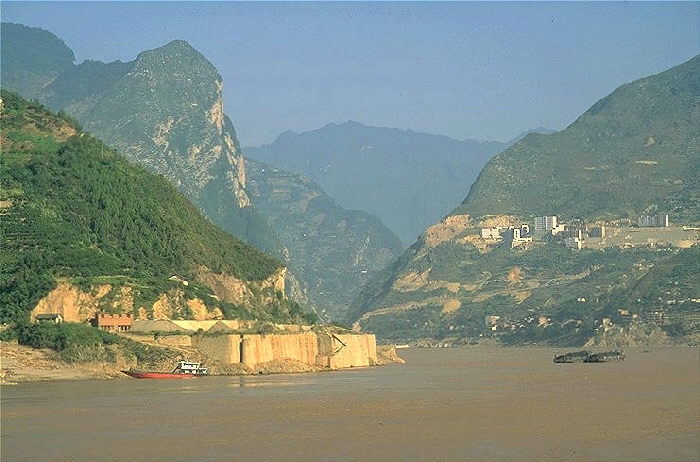
三峡（1990年代後半）

三峡では、四川盆地を出た長江が、盆地の東を塞ぎ東西方向へ走る巫山などの細長く険しい褶曲山脈を貫いて流れている。長江の両側に高い山が聳え立ち、時に霧や雲が立ち込め、風景は山水画のように雄大である。風景の美しさだけでなく中国の歴史・文化の上でも重要で、古来より詩文にうたわれた風景や古建築が三峡周辺に散在している。三峡は「瞿塘峡は雄大、巫峡は秀麗、西陵峡は奇絶で険しい」（瞿塘雄、巫峽秀、西陵奇）と評される。一方で、ダム建設前の三峡は長江の水運の難所であり、夏の増水時には水位が上がり航行には危険が伴った。
三峡地域には瞿塘峡・巫峡・西陵峡のような険しく幅の狭い峡谷の部分と、広くなだらかな寛谷の部分があるが、これは地質の違いによる。三峡独特の景観である峡谷部分は石灰岩が多く、風化には極めて強いが水には溶食されやすく、水の流れる部分だけが深く削られてゆく。また石灰岩には垂直の亀裂ができやすく、水が亀裂の中に入り、その底部を侵食してゆく。谷が深くなると両岸の岩が平衡を失い、垂直に発達した亀裂に沿って谷に落ちるため、両岸が切り立った崖になってゆく。砂岩や頁岩の多い地域は浸食がより進むため、うってかわって広い谷が形成されている。
巫山に代表される四川盆地東部の褶曲山脈群は7000万年前の燕山運動により形成された。これらの山脈は西南-東北方向に走り、南から北へ向かって次第に低くなっている。これら山脈と大巴山脈（巴山）の間にできた低くくぼんだ部分を通って古代の長江は東へ流れていたが、地殻の上昇により峡谷もますます深くなり、現在のような険しく切り立った地形になった。
| 名称   | 長さ(km) | 起点と終点                     | 帰属                         |
| ------ | -------- | ------------------------------ | ---------------------------- |
| 瞿塘峡 | 8        | 白帝城（奉節県）から大溪まで   | 重慶市奉節県・巫山県         |
| 巫峡   | 45       | 巫山県から官渡口（巴東県）まで | 重慶市巫山県・湖北省巴東県   |
| 西陵峡 | 66       | 秭帰県から南津関（宜昌市）まで | 湖北省巴東県・秭帰県・宜昌市 |

### 瞿塘峡
一番上流にある「瞿塘峡」（くとうきょう）は長さ8kmと短いが最も雄大な部分でもあり、高さ1000mを超える山脈を一刀両断したような峡谷を長江が貫く。李白の詩『早発白帝城』で「両岸の猿声（えんせい）啼いてやまざるに、軽舟（けいしゅう）すでに過ぐ万重（ばんちょう）の山」（兩岸猿聲啼不住、輕舟已過萬重山）とあるのは、瞿塘峡にある夔門（きもん）の情景である。夔門は100mの幅の長江両岸に、川面からの高さが1,200mに達する石灰岩の高い断崖が門柱のように迫るところで古くから「夔門天下雄」とその雄大さを称えられてきた。北岸には白帝城と白帝廟の建つ白帝山があるが、ダム湖の蓄水により湖に浮かぶ島となっている。

### 巫峡

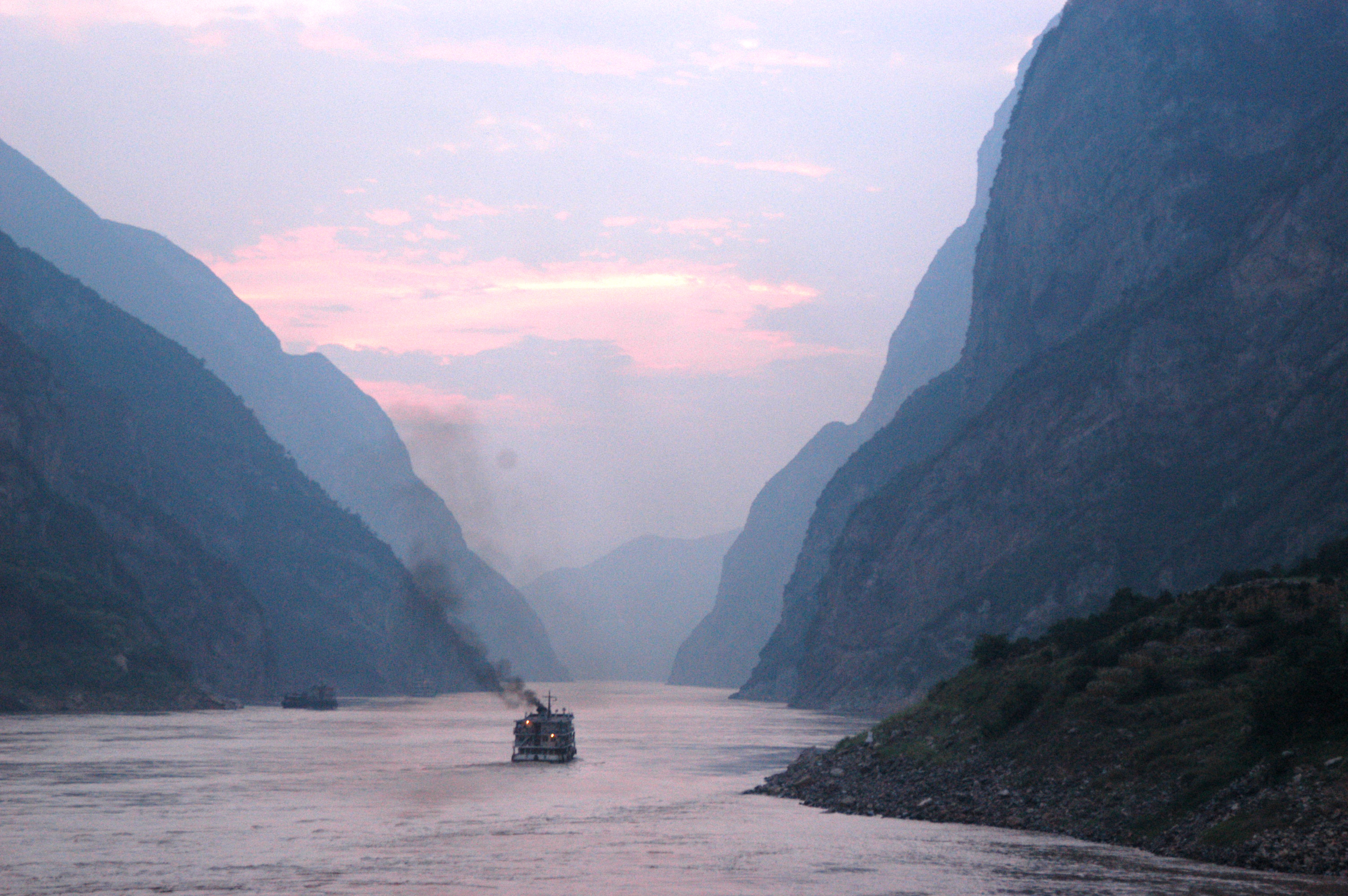
夕暮れの三峡（2002年）

続く「巫峡」（ふきょう）は、重慶市と湖北省の境にある40km以上の長さの渓谷で、巫山山脈を北西から南東へ貫いて巫山山系の間を東西へ流れる。巫山の十二峰をはじめとする秀麗な景観が多くの文人に霊感を与えてきた。十二峰のなかでも神女峰は最高の見どころで雲の中に突端を突き出している。山が迫るために川面を太陽が照らすことは少ない。

### 西陵峡
最後の「西陵峡」（せいりょうきょう）は70km近く続き、巫山の東で南北方向に並行して走る山脈を長江が次々貫く。両岸は険しい岩の峰に囲まれる。いくつかの寺院と集落がある以外に人の姿はなく、七つの渓谷と二つの急流があり危険な場所である。三斗坪は、かつて一戸の家が三斗の米を元手に店を開き、旅人に食事と宿を提供したとの言い伝えからきている地名だが、この場所に幅2,309mの三峡ダムが建設された。船はダムを迂回する閘門を経て航行する。西陵峡下流の急流は、1970年から1988年にかけて建設された葛洲壩ダム（三峡ダムの38km下流）により流れが緩やかになり航行が楽になっている。
なお、西陵峡一帯は2011年に「三峡人家風景区」として、2022年に峡中の白果樹瀑布一帯は「三峡大瀑布風景区」として中国の5A級観光地にそれぞれ認定された。

## 三峡ダム

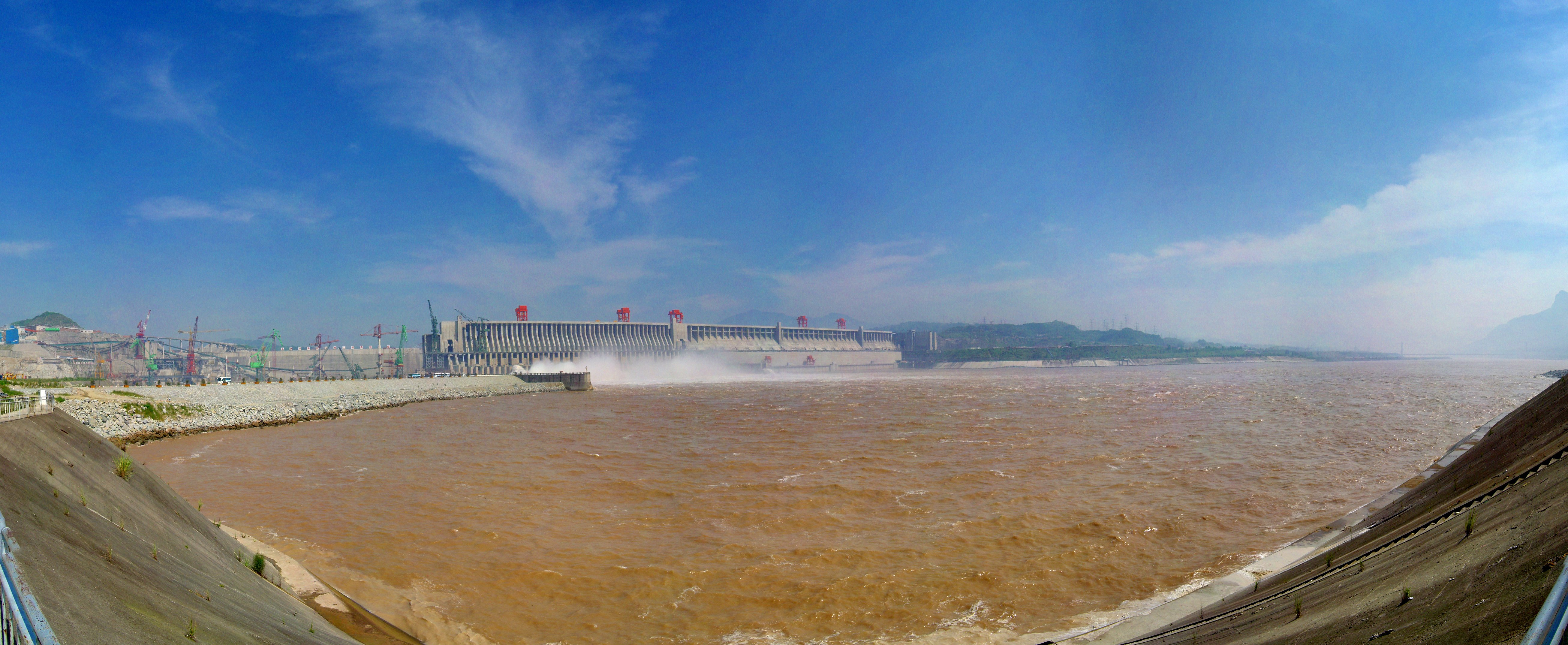
三峡ダム（2004年）

西陵峡の半ばにある宜昌市夷陵区の三斗坪では、国家的事業である三峡ダムおよび水力発電所が建設され2006年夏に完成している。また蓄水は2003年から段階的に行われ、西陵峡の西半分から巫峡、瞿塘峡までの範囲で川の水位が上がりダム湖が形成されつつある。2008年末までには水面は満水時で海抜175mに達し、幅平均1.1km、長さ660km、面積1,045平方kmのダム湖が誕生する。三峡ダムの水位と下流の水位との落差は68メートルになり、ダム上流の三峡や支流の小三峡などでは水位は60m近く上昇して景勝地や遺跡を水没させ、重慶でも6mほど水位が上昇する。
ダム建設のため、水没予定地の多くの市や町の住民が移転を迫られるなど社会的影響は大きく、長江流域一帯の生態系への影響も懸念される。また、これまで三峡の両側に聳えていた山の中腹まで水位が上昇したことにより、山が以前に比べ低く見えるようになるなど景観が大きく変わってしまった。しかし、ダム完成後も風景はまだ雄大さを残しており、長江クルーズは継続されている。ダム湖形成で三峡の川幅が広がったため重慶までより大きな貨物船が入れるようになり、河川の交通量は増加している。

## 三峡下り
「長江三峡下り」は長江の中流、特に三峡を船で下ることで、古くから行われてきた。現代の現地発の代表的な観光では、通常重慶市が出発点で、湖北省宜昌市が終点になる。   途中、豊都で「鬼城」を観光し、石宝塞を見て、奉節で白帝城を観光に訪れる。この後は瞿塘峡を通り、巫山で小三峡・小々三峡を見学し、巫峡を通り、西陵峡を通過する。それから三峡ダムの５段閘門を通過する経験をして、三峡ダム下で一時下船して三峡ダムとダム湖と二列の（下り・上り）５段閘門を見下ろして、黄梅峡を通り、宜昌市の葛洲ダムの手前で終点になる。
なお、日本からのツアーでは全体で6泊7日で 、三峡下りの前に重慶市を観光し、川下りでは他も観光して、宜昌市内の主要埠頭が終点なので下船して、バスに乗り、さらに荊州市を観光して、武漢市も観光して帰国するようにしている。